# Scratch (film 2001)
Scratch è un film documentario del 2001, diretto e montato da Doug Pray.
Il film esplora il mondo dei disc jockey hip hop dalla nascita all'invenzione dello scratch e del beat juggling, alla sua esplosione più recente come un movimento musicale chiamato turntablism. Nel documentario molti artisti spiegano come si sono avvicinati all'hip-hop ed allo scratch mentre raccontano le storie e gli aneddoti delle loro esperienze personali.

## Trama

### Primo capitolo
Nel primo capitolo, Grand Wizard Theodore spiega le differenze tra rap e hip-hop, che sono spesso confusi da molte persone. Mentre sta parlando, il film mostra il processo di lavorazione dei vinili Spiega che scrathes, break dance, DJs, MCs, così come il modo di parlare e di vestire rappresentano gli elementi di hip-hop. Afrika Bambaataa ci presenta un quartiere del Bronx, che veniva chiamata "la casa dell'hip-hop", dove la violenza e le bande erano comuni. Dopo il suo viaggio in Africa, ha creato quella che è conosciuta come la Universal Zulu Nation, un gruppo, socialmente e politicamente impegnati, di rapper, B-boys, artisti di graffiti e le altre persone coinvolte nella cultura hip-hop. L'importanza del Dj è sottolineato anche su come seleziona e controlla la musica sempre in empatia con la richiesta del pubblico. La relazione e le differenze tra i DJ e MC sono spiegati in corso adurante il film ruoli e importances nell'industria della musica. Ogni artista spiega l'inizio dell'hip hop e la sua evoluzione fin dagli anni settanta. DJ Jazzy Jay, Grand Mixer DXT, Onnipotente KG, Kevie Kev, Dot a Rock e Steinski. Molti concerti di break dance e spettacoli DJ sono mostrati come The Herculords, Electronic Boogaloos, Original Graffiti Rock, "Wild Style" 1982 con Busy Bee & Grand Wizard Theodore e Grand Master Flash.

### Rock It
Nel secondo capitolo, Mix Master Mike apre raccontando la sua prima esperienza a screcciare durante il 1984 il Grammy Awards con Herbie Hancock & Grand Mixer DXT. Questa è l'evoluzione e l'influenza di un nuovo hip-hop trasmessi da DJ di DJ. Appassionati del loro lavoro, mettono a fuoco l'importanza di cercare il proprio stile e di distinguersi dai loro colleghi. DJ QBert (Daly city) ci dà una spiegazione su come funziona il giradischi, che descrive ogni parte, lo paragona a "parlare" o comunicare. Mentre Mix Master Mike, screccia con QBert, usano i loro scratches per comunicare. La descrivono come un'arte e una forma di intelligenza. Altri artisti descrivono la popolarità che aveva negli anni ottanta tra i giovani ai party durante le battle. Molti di loro sono famosi per il loro talento dimostrato nelle battle. Molti di questi hanno reso possibile il loro essere dj senza un mc. In questo capitolo inoltre DJ Marz, DJ Eddie Def, DJ Cue, DJ Quest'(Bullet Proof Space Travelors), Billy Jam, Dave Paul, DJ Relm, DJ Flare, DJ Shadow, Apollo, Rob Swift (X-Ecutioners)

### Turntablism
Questa sezione del film descrive l'inizio del turntablism, il che comporta l'utilizzo del giradischi. DJ Babu è stato il primo a descrivere questo metodo si utilizza questo termine. Egli ritiene che il giradischi può essere uno strumento musicale, "come del resto vedrete nel film". Babu, spiega che chi screccia usa le note, le misure, differenti beats, tempi e ritmi. In una breve intervista con Giovanni Carluccio presenta il metodo di trascrizione per gli scratch su carta, una sorta di pentagramma. Nel secondo DVD del film è presente questo contenuto speciale.

### Le Battles
Le battles divennero popolari grazie a Steven Dee, che sostenne che si può sempre migliorare nella tecnica. DJ diversi commentano la competitività del settore soprattutto ora che ci sono competizioni, come il DMC (Disco Mix Club), dove i DJ hanno sei minuti per mostrare le loro capacità e abilità. Ogni concorrente lavora sul set per mesi. Creatività e competitività sono componente molto importante per vincere nelle battles.

## Colonna sonora
La colonna sonora, a cura di Bill Laswell, è stata pubblicata da Transparent Music nel 2002.

## Distribuzione
Scratch è stato presentato al Sundance Film Festival 2001, dove è stato candidato al Grand Jury Prize - Documentary. È stato candidato anche all'Independent Spirit Award per il miglior documentario.
È stato distribuito negli Stati Uniti da Palm Pictures.

## Accoglienza
Stephen Holden sul The New York Times lo ha definito "coscienziosamente enciclopedico". Secondo Laura Bushell è "contagioso, avvincente e divertente".
Neva Chonin sul San Francisco Chronicle lo ha definito una "visione necessaria" per "gli amanti e per chiunque si sia mai chiesto cosa sono quei rumori gracchianti in pubblicità, videogiochi e registrazioni rock".